# 1980-as magyar öttusabajnokság
Az 1980-as magyar öttusabajnokságot augusztus 10. és 14. között rendezték meg. A viadalt Szombathelyi Tamás nyerte meg, akinek ez volt a második, egyben utolsó bajnoki címe. A csapatversenyt a Csepel SC nyerte.

## Eredmények

### Férfiak

#### Egyéni
| Hely | Név                | Klub                  | Eredmény |
| ---- | ------------------ | --------------------- | -------- |
| 1.   | Szombathelyi Tamás | Újpesti Dózsa         | 5364     |
| 2.   | Dobi Lajos         | Csepel SC             | 5345     |
| 3.   | Kurucz Csaba       | Csepel SC             | 5259     |
| 4.   | Pajor Gábor        | Csepel SC             | 5220     |
| 5.   | Lázár Péter        | Bp. Honvéd            | 5217     |
| 6.   | Buzgó József       | Bp. Honvéd            | 5181     |
| 7.   | Rátonyi Gábor      | Csepel SC             | 5105     |
| 8.   | Pozsonyi András    | Székesfehérvári Volán | 5084     |
| 9.   | Császári Attila    | Bp. Honvéd            | 5079     |
| 10.  | Fazekas Lajos      | Újpesti Dózsa         | 5064     |

#### Csapat
| Hely | Név                                                 | Klub                  | Eredmény |
| ---- | --------------------------------------------------- | --------------------- | -------- |
| 1.   | Dobi Lajos, Kurucz Csaba, Maracskó Tibor            | Csepel SC             | 15 673   |
| 2.   | Buzgó József, Császári Attila, Lázár Péter          | Bp Honvéd             | 15 375   |
| 3.   | Szombathelyi Tamás, Fazekas Lajos, Tomaschof Sándor | Újpesti Dózsa         | 15 113   |
| 4.   |                                                     | Székesfehérvári Volán | 14 644   |
| 5.   |                                                     | Győri Mélyépítő       | 12 023   |